# Jezuïetenkerk (Innsbruck)
De Jezuïetenkerk (Duits: Jesuitenkirche) of de Drievuldheidskerk is een barok kerkgebouw bij de Universiteit van Innsbruck in Innsbruck in de Oostenrijkse deelstaat Tirol.

## Geschiedenis
De kerk werd op de plaats van een voorganger in de jaren 1627-1646 door Karl Fontaner en Christoph Gumpp de Jongere gebouwd. De voltooiing van de voorgevel met de beide torens vond dankzij een royale schenking van Hans von Sieberer pas in 1900-1901 naar het strenge ontwerp van Friedrich Schachner plaats. Als voorbeelden voor de kruiskoepelkerk golden de Il Gesù te Rome en de dom van Salzburg.
In 1773 liet paus Clemens XIV onder druk van de vorsten van Frankrijk, Portugal en Spanje de Jezuïetenorde opheffen. Het hele complex, het college, gymnasium en de kerk, werden in staatsbezit overgedragen en de kerk werd een universiteitskerk. Pas in de jaren 1838-1839 keerden de Jezuïeten terug in Innsbruck om de leiding van het gymnasium, een klooster en de pastorale zorg in de Drievuldigheidskerk te hernemen.
Na de Anschluss van Oostenrijk in 1938 werd de Theologische Faculteit van de Jezuïeten in Innsbruck met onmiddellijke ingang gesloten. Het college werd op 12 oktober 1939 onteigend en de jezuïeten werden opnieuw uit hun gebouwen verdreven. Al bij het eerste bombardement op Innsbruck werd de nog steeds geopende kerk zwaar getroffen, waarbij de koepel, de apsis en het hoogaltaar werden verwoest. Naar de wil van de gouwleider zou het kerkgebouw worden gesloopt, maar dankzij de weigering van een medewerker van de explosievendienst van de Wehrmacht om het gebouw op te blazen bleef de kerk behouden.
Tot na de oorlog bleef het kerkgebouw als een troosteloze ruïne staan. Daarna volgde een geleidelijk herstel en op 26 april 1953 kon de kerk door bisschop Paulus Rusch weer plechtig worden ingewijd. In 1959 kreeg de kerk weer een nieuw orgel. Vanaf 1990 werd het gebouw van buiten gerenoveerd en de koepel met koper gedekt. Ten slotte volgde een ingrijpende renovatie van het interieur in de jaren 2003-2004.

## Orgel
Het orgel werd in 1959 door de orgelbouwfirma E.F. Walcker & Cie, Ludwigsburg gebouwd. De dispositie stamt van Anton Heiller. Het sleeplade-instrument vervoegt over 34 registers, verdeeld over drie manualen en pedaal. Tijdens de algehele renovatie in 2003-2004 werd de dispositie enigszins gewijzigd.

## Graven
Elf leden van het vorstenhuis werden in de crypte van de kerk bijgezet. Onder hen bevinden zich de grondlegger van de kerk, aartshertog Leopold V, zijn vrouw Claudia de Medici en hun zonen Ferdinand Karel en Sigismund Frans. Ook de theoloog Karl Rahner vond in de crypte zijn laatste rustplaats.

## Klokken
De kerk heeft slechts twee klokken. Daaronder bevindt zich echter wel de op drie na grootste klok van Oostenrijk met een gewicht van 9,2 ton en doorsnee van 2,48 meter. Het betreft de zogenaamde Schutzenglocke (Schutterijklok) die in 1959 door de klokkengieterij Grassmayr in Innsbruck werd gegoten. Ter gelegenheid van het 150-jarige jubileum van de Tiroler vrijheidsstrijd werd ze door de Tiroler schutterijen geschonken en op 19 juli 1959 ingewijd. De klok hangt in de noordelijke toren en wordt naast kerkelijke feestdagen op elke vrijdag om 15:00 uur geluid om Christus' stervensuur te gedenken. De kleine klok uit 1597 met een gewicht van 1,3 ton en een doorsnee van 1,3 meter hangt in de zuidelijke toren en wordt op de overige werk- en zondagen en tijdens het angelus geluid. De klokken worden nooit tegelijkertijd geluid.